# Коо (село)
Коо (рос. Коо) — село Улаганського району, Республіка Алтай Росії. Входить до складу Челушманського сільського поселення.
Населення — 231 особа (2015 рік).

## Пам'ятки
У селі є православна дерев'яна церква святого Миколая Чудотворця.